# Mitha Tiwana
Mitha Tiwana (en ourdou : مٹھہ ٹوانہ) est une ville pakistanaise située dans le district de Khushab, dans le nord de la province du Pendjab. En 2023, elle est peuplée de 32 870 habitants.

## Géographie
La ville est à 23 kilomètres à l'ouest de Khushab.

## Démographie
En 2017, la ville est peuplée de 33 479 habitants. Selon le recensement de 2023, la population de la ville descend un peu à 32 870 habitants.
|            | 1998 (rec.) | 2017 (rec.) | 2023 (rec.) |
| ---------- | ----------- | ----------- | ----------- |
| Population | 24 062      | 33 479      | 32 870      |